# Kinas ishockeyförbund
Kinas ishockeyförbund ordnar med organiserad ishockey i Kina. Kina inträdde i IIHF den 25 juli 1963. 
Under några år hade man också hand om bandy och inträdde i FIB 2010. 2014 bildades China Bandy Federation och övertog FIB-platsen.

## Landslag
Ishockey
- Kina, herrar
- Kina, damer

### Fotnoter
1. ↑  ”China”. International Ice Hockey Federation. http://www.iihf.com/iihf-home/countries/china.html. Läst 9 april 2012.
2. ↑  ”Report from China Bandy Year End Report and AGM 2015”. Arkiverad från originalet den 3 maj 2016. https://web.archive.org/web/20160503173114/http://www.chinabandy.org/news/. Läst 1 mars 2016.
3. ↑  Idrottens affärer: "To China on a mission trip", 2015-01-12